# Gobernación de Al Batinah Norte
La Gobernación de Batina Norte (en árabe: محافظة شمال الباطنة Muḥāfaẓat Šamāl al-Bāṭinah) es una gobernación del Sultanato de Omán.. Fue creado el 28 de octubre de 2011 cuando la Región de Batina se escindió en dos gobernaciones: Batina Norte y Batina Sur. El centro de la gobernación es el wilayato de Sohar.

## Provincias
La Gobernación de Batina Norte se divide en 6 provincias (wilayat):
- Sohar
- Shinas
- Liwa
- Saham
- Jabura
- Suwayq

- Datos: Q4703564